# برف هندوانه‌ای

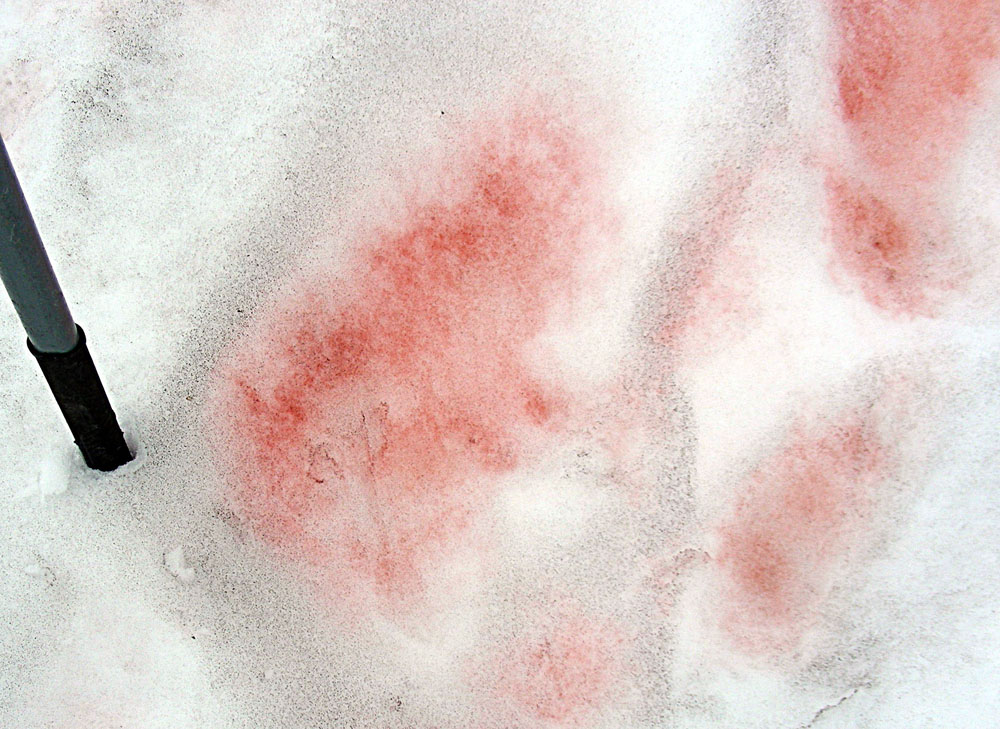
تصویر برف هندوانه ای

برف هندوانه‌ای (انگلیسی: Watermelon snow)، برف صورتی یا برف قرمز پدیده‌ای است که از آمیختگی برف با نوعی جلبک آب شیرین به نام Chlamydomonas nivalis که حاوی رنگدانه قرمز کاروتنوئید (آستاکسانتین) و سبزینه است، در برخی نقاط زمین همچون آلپ و قطب‌ها در فصل تابستان حاصل می‌شود.